# Iglesia de Nicolás Zaretsky
La iglesia de la Transfiguración (en ruso: Николо-Зарецкий храм) es un templo ortodoxo ruso en la ciudad de Tula del óblast de Tula, Rusia.

## Historia
La iglesia se originó como dos iglesias de madera separadas del siglo XVII en el sitio, reemplazadas entre 1730 y 1734 por una nueva iglesia de dos naves. Akinfiy Nikitich Demidov, hijo de Nikita Demidov, es considerado el fundador de la nueva iglesia.  
Tiene varias capillas laterales, con pinturas de la Natividad, San Nicolás, Andrés el Apóstol y Tikhon de Kaluga. En 1734 se construyó una nueva capilla de la cripta para los entierros de la familia Demidov. Un campanario en el estilo de Yaroslava-Suzdal se construyó cerca de la iglesia. El 2 de mayo de 1779 se produjo un gran incendio y la iglesia también resultó dañada, sobre todo el techo, el templo superior y la galería. El incendio provocó daños a casi todos los feligreses de la iglesia, por lo que su restauración llevó varios años. En 1803, se pintó toda la iglesia y el pórtico y en 1862 se construyó un nuevo iconostasio en la iglesia superior en sustitución del antiguo, que estaba en mal estado.
En la época soviética, la iglesia fue cerrada en 1934 y utilizada como almacén.
En 1995 se desarrolló un proyecto para la restauración de la iglesia de San Nicolás, aunque la obra fue de baja calidad y tuvo que volver a restaurarse en 1999.

## Arquitectura
El templo contiene el panteón familiar de la familia de industriales Demidov.

## Galería

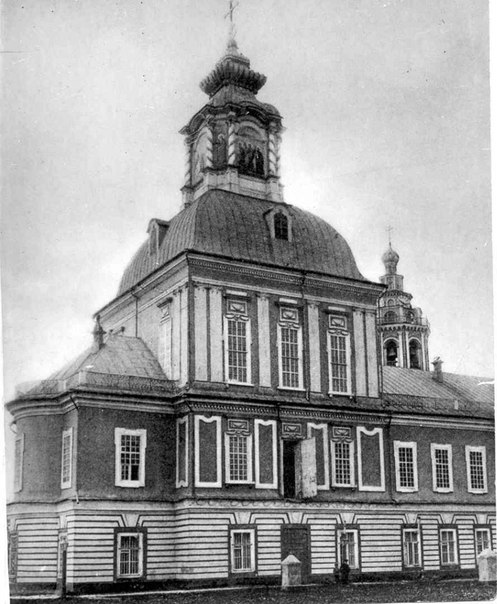
Cúpula en el siglo XX
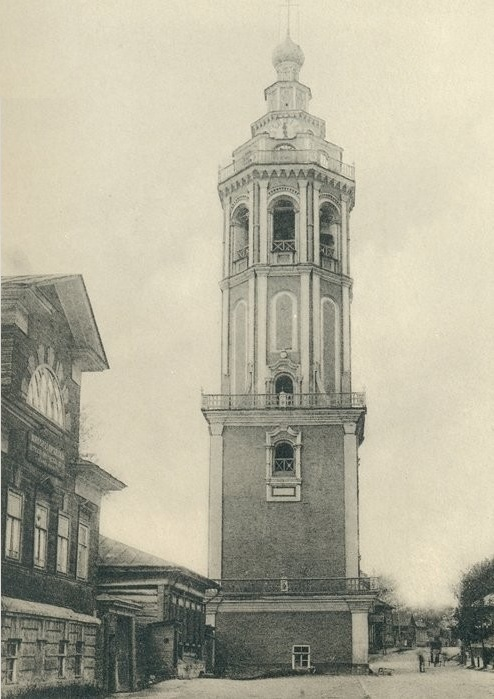
Campanario en el siglo XX
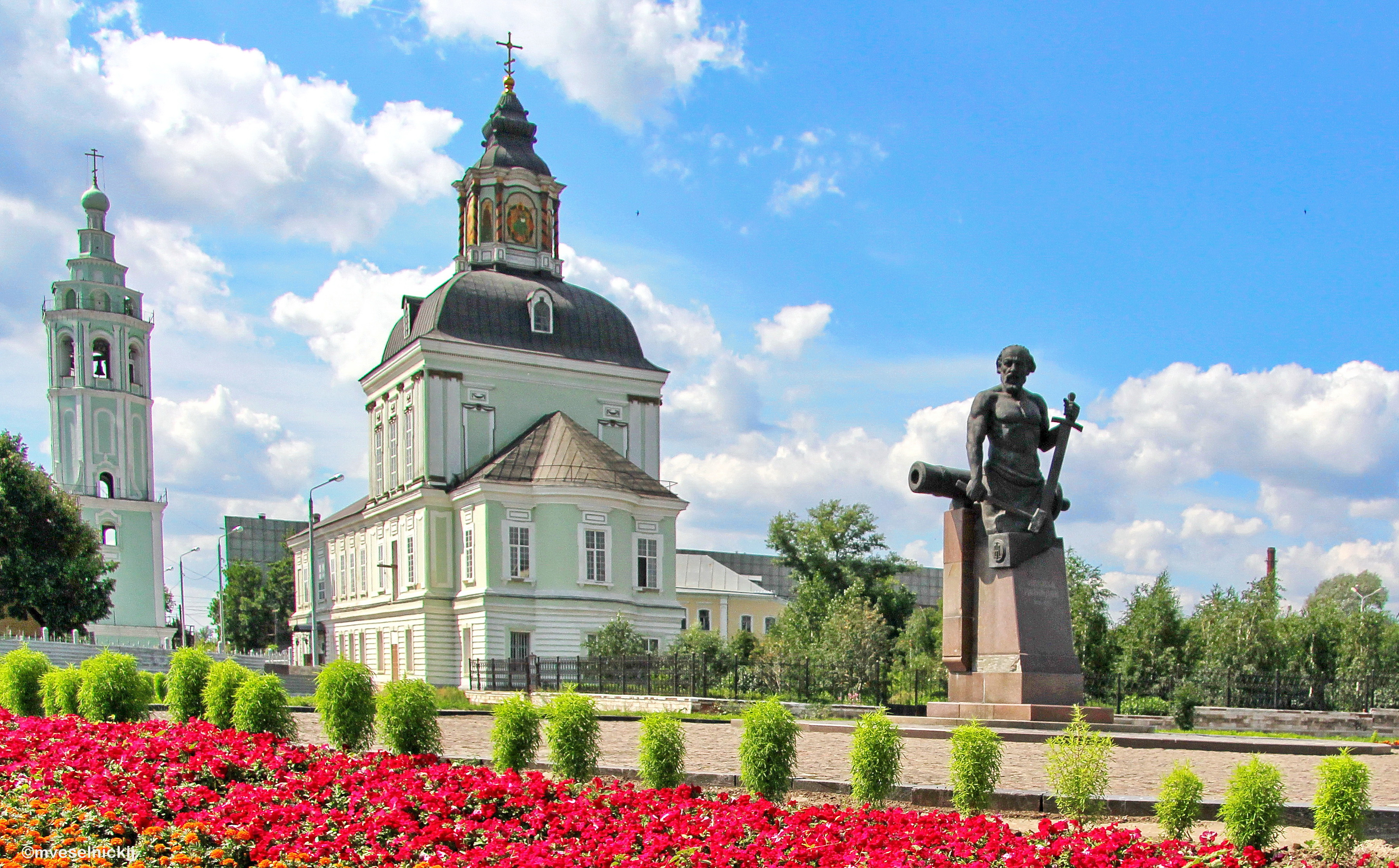
Iglesia y alrededores
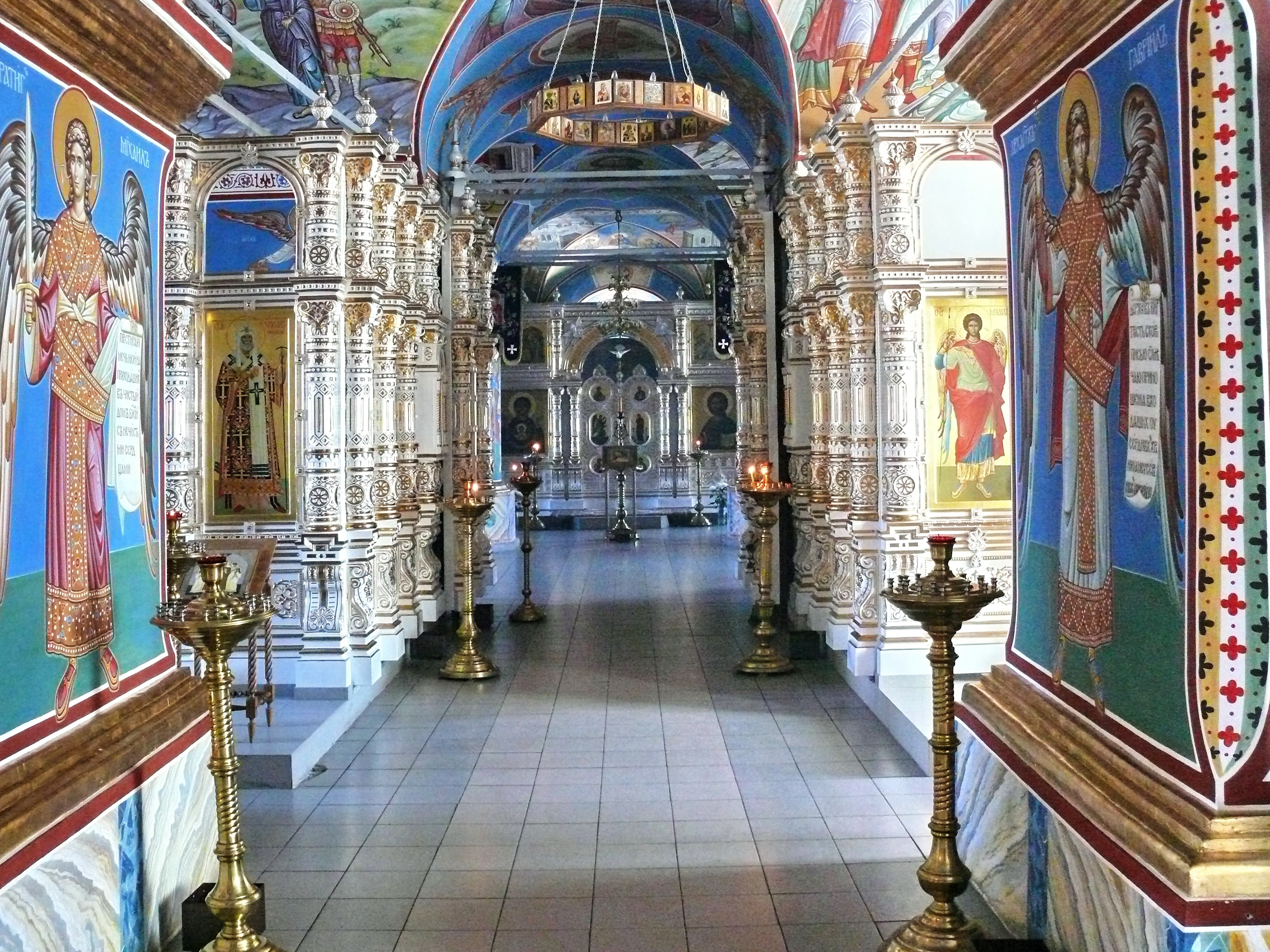
Interior de la iglesia